# اختطاف نائب القنصل السعودي في عدن
وقع حادث اختطاف نائب القنصل السعودي في عدن، عبد الله محمد خليفة الخالدي، في 28 مارس 2012 من يوم الأربعاء في الساعة 8:30 صباحاً. أثناء مغادرته منزله في طريقه إلى العمل، على يد عددٍ من المسلحين التابعين لتنظيم القاعدة وسط مدينة عدن، مديرية المنصورة، جنوب اليمن. وظل مختطفاً لنحو ثلاث سنوات حتى جرى تحريره في عملية استخباراتية سعودية في 2 مارس 2015.

## مطالب القاعدة
كان الدبلوماسي السعودي عبد الله الخالدي قد تلقى في الشهور الماضية التي سبقت حادث اختطافه رسائل تهديد كما تعرضت سيارته للسطو من قبل مسلحين مجهولين قبل خطفه بأسابيع. وفور التأكد من اختطافه سارعت السفارة السعودية بالاتصال بالجهات الأمنية اليمينة لاستنفارها، كما أصدرت وزارة الخارجية السعودية بياناً تعلن فيه تحمل المسؤلية عن إطلاق سراح نائب قنصلها في عدن والحفاظ على أمنه وأن المملكة العربية السعودية من جانبها لن تتهاون في اتخاذ كافة الإجراءات لحماية كافة دبلوماسييها وموظفيها. وأغلقت السفارة السعودية في صنعاء أبوابها.
وقد تبنّى فرع تنظيم القاعدة في اليمن عملية اختطاف الدبلوماسي عبد الله الخالدي، التي خطط لها سعيد الشهري، نائب زعيم التظيم في اليمن والذي قُتل لاحقاً في قصف جوي بطائرة بدون طيار.
وفي 18 أبريل 2012 تلقى السفير السعودي في اليمن، علي الحمدان، اتصالاً هاتفياً من مشعل بن محمد الشدوخي المنتمي إلى تنظيم القاعدة في اليمن والمدرج اسمه على قائمة 85 مطلوباً لدى السلطات السعودية الصادرة في 2 فبراير 2009، يخبره أن الخالدي في حوزتهم وبصحة جيدة وأن لديهم مطالب مقابل الإفراج عنه، تتمثل الإفراج عن بعض المسجونات في السجون السعودية وتسليمهن للتنظيم في اليمن، من بينهن هيلة القصير، نجوى الصاعدي، أروى بغدادي، حنان سمكري، نجلاء الرومي، هيفاء الأحمدي وأيضاً إطلاق سراح جميع المعتقلين في سجون المباحث، من بينهم الشيخ فارس الزهراني، الشيخ ناصر الفهد، الشيخ عبد الكريم الحميد، عبد العزيز الطويلعي، سليمان العلوان، وليد السناني، علي خضير، محمد الصقعبي وخالد الراشد وأن يكون تسليمهم أيضاً في اليمن.
كما طالب بإطلاق سراح جميع المعتقلين اليمنيين المسجونين عند المباحث العامة، إضافة إلى دفع فدية مالية يتفق عليها لاحقاً والتي قدرت فيما بعد بنحو 10 ملايين دولار.
رفضت السطات السعودية تلك المطالب فنشر التنظيم خبراً مفبركاً بشأن تصفية الخالدي في تغريدة نشرها القيادي في تنظيم القاعدة مأمون حاتم على تويتر ثم ظهر الخالدي في تصوير فيديو، من تصوير الذراع الإعلامية للقاعدة «الملاحم» مناشداً الحكومة السعودية بتنفيذ مطالب خاطفيه وتكرر ظهور الخالدي خمس مرات في مقاطع فيديو بثت على مواقع الإنترنت، ضمن محاولات الضغط على الحكومة السعودية.

## تحرير الخالدي
في يوم الاثنين 2 مارس 2015 أعلنت الاستخبارات السعودية أنها استطاعت تحرير الخالدي المختطف من قبل تنظيم القاعدة، الذي وصل براً إلى محافظة شرورة، جنوب غربي السعودية، حيث نجحت القوات الأمنية السعودية ممثلة في وزارة الداخلية ورئاسة الاستخبارات العامة، في تقصي وجمع المعلومات منذ فترة طويلة وتحديد المواقع التي يتوقع أن يتواجد فيها عبد الله الخالدي، حتى جرى تحريره ضمن عملية التي وصفت «بالضخمة». كانت تحت متابعة مباشرة من الأمير محمد بن نايف بن عبد العزيز وزير الداخلية السعودي الذي كان في استقبال الخالدي في مطار الرياض.
فيما ادعت مصادر أخرى أن الإفراج عن الخالدي جاء نظير دفع الفدية المقدرة بعشرة ملايين دولار.